# Джефф Демпс
Джефф Демпс  (англ. Jeffery Demps, 8 січня 1990) — американський легкоатлет, олімпійський медаліст.

## Виступи на Олімпіадах
| Олімпіада   | Дисципліна              | Місце |
| ----------- | ----------------------- | ----- |
| Лондон 2012 | естафета 4 x 100 метрів | 2     |